# Майрипоран
Майрипоран (порт. Mairiporã)  —  муниципалитет в Бразилии, входит в штат Сан-Паулу. Составная часть мезорегиона Агломерация Сан-Паулу. Находится в составе крупной городской агломерации Агломерация Сан-Паулу. Входит в экономико-статистический  микрорегион Франку-да-Роша. Население составляет 75 022 человека на 2006 год. Занимает площадь 321,480 км². Плотность населения — 233,4 чел./км².
Праздник города —  27 марта.

## История
Город основан в 1889 году.

## Статистика
- Валовой внутренний продукт на 2003 составляет 375.841.873,00 реалов (данные: Бразильский институт географии и статистики).
- Валовой внутренний продукт на душу населения на 2003 составляет 5.512,17 реалов (данные: Бразильский институт географии и статистики).
- Индекс развития человеческого потенциала на 2000 составляет 0,803 ▲ (данные: Программа развития ООН).

## География
Климат местности: субтропический. В соответствии с классификацией Кёппена, климат относится к категории Cfa.

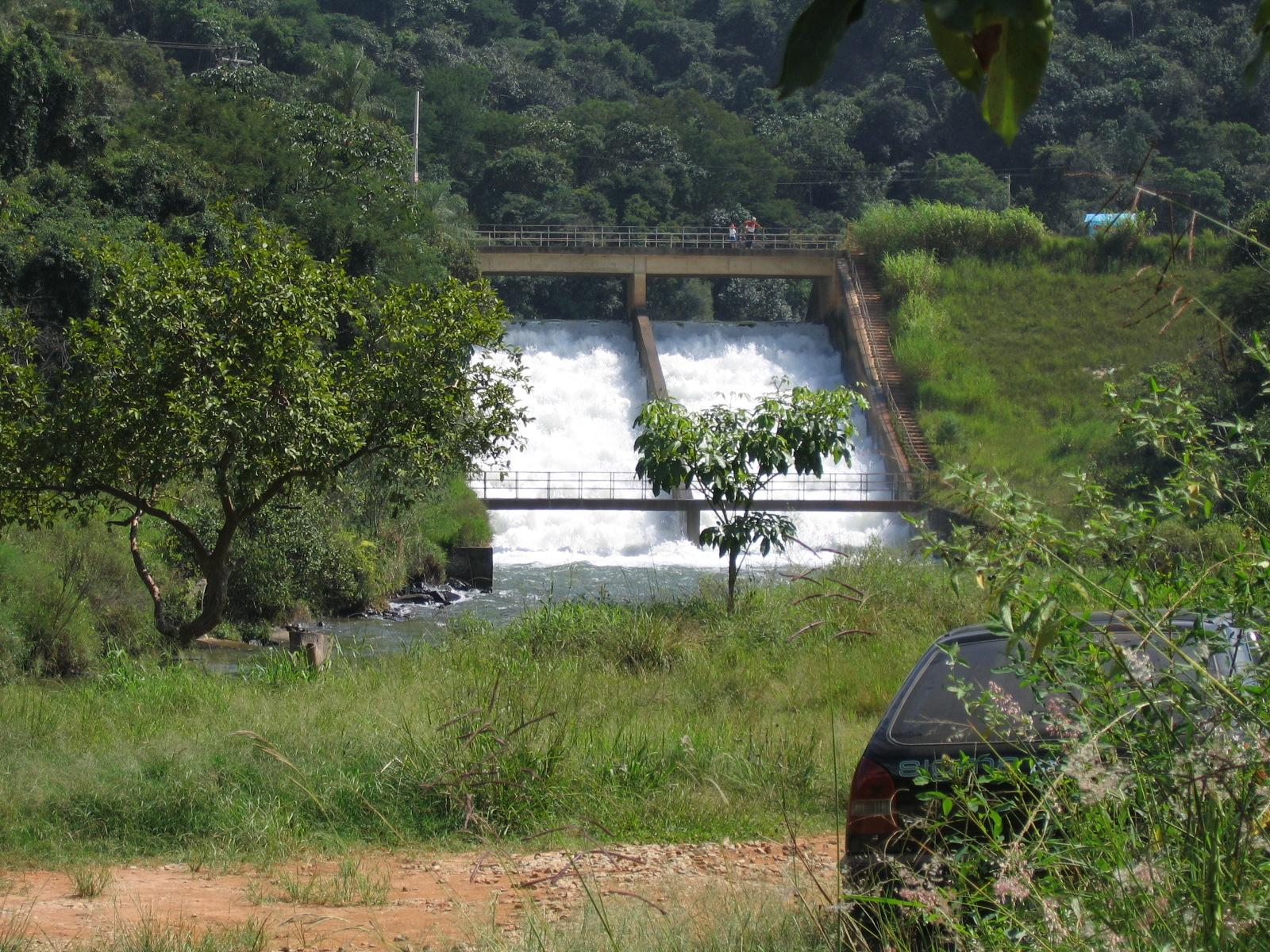

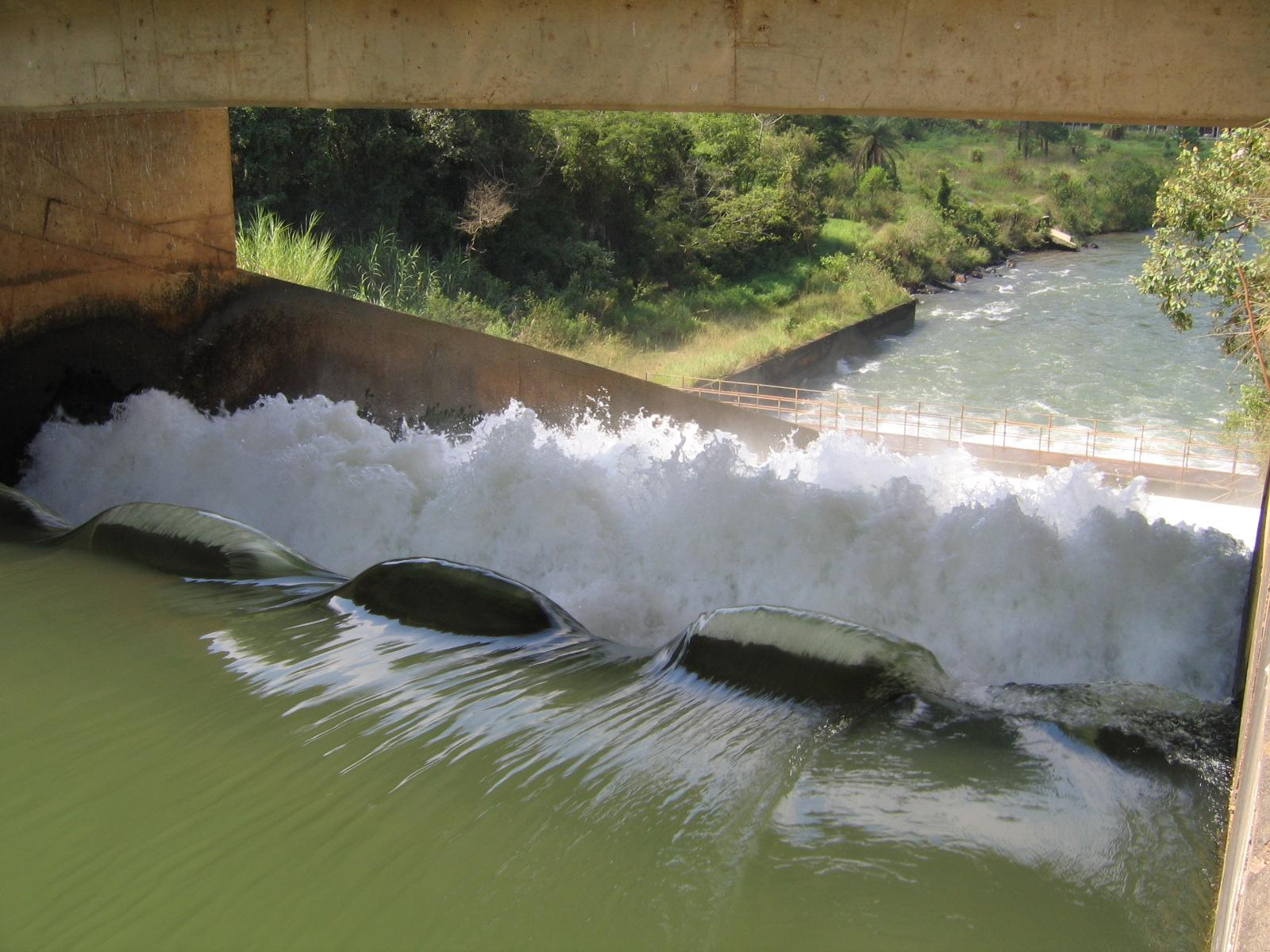